# Cuore depravato
Cuore depravato (Depraved heart) è un romanzo della scrittrice statunitense Patricia Cornwell pubblicato nel 2015; si tratta del ventitreesimo romanzo con protagonista Kay Scarpetta anatomopatologa energica anche se ormai ultrasessantenne.

## Trama
Kay Scarpetta è a capo del modernissimo centro di medicina forense (CFC) di Cambridge (area metropolitana di Boston) mentre il rude Pete Marino (poliziotto solido e di vecchio stampo) dopo anni di collaborazione con lei è tornato in polizia. È proprio con Marino che Kay si trova sulla scena dell'apparente incidente domestico che ha provocato la morte di una donna ricca, bella e giovane.
Chanel Gilbert è stata trovata morta nell'antica dimora di famiglia che cela tra le spesse pareti ed i labirintici sotterranei misteri vecchi e recenti. Ben presto Kay intuisce che si tratta di un omicidio messo in scena per attirarla ancora una volta alla portata di Carrie Grethen. La donna ex amante di Lucy (nipote e "figlioccia" di Kay), creduta morta, è tornata dal passato con la sua geniale mente criminale per sfidare ancora Kay.

## Edizioni in italiano
- Patricia  Daniels Cornwell, Cuore depravato, Mondolibri, Milano 2015
- Patricia Daniels Cornwell, Cuore depravato, traduzione di Annamaria Biavasco e Valentina Guani, Mondadori, Milano 2015 ISBN 978-88-04-65787-3
- Patricia Daniels Cornwell, Cuore depravato, traduzione di Anna Maria Biavasco e Valentina Guani, Mondadori, Milano 2016 ISBN 978-88-04-66956-2